# Tămâie

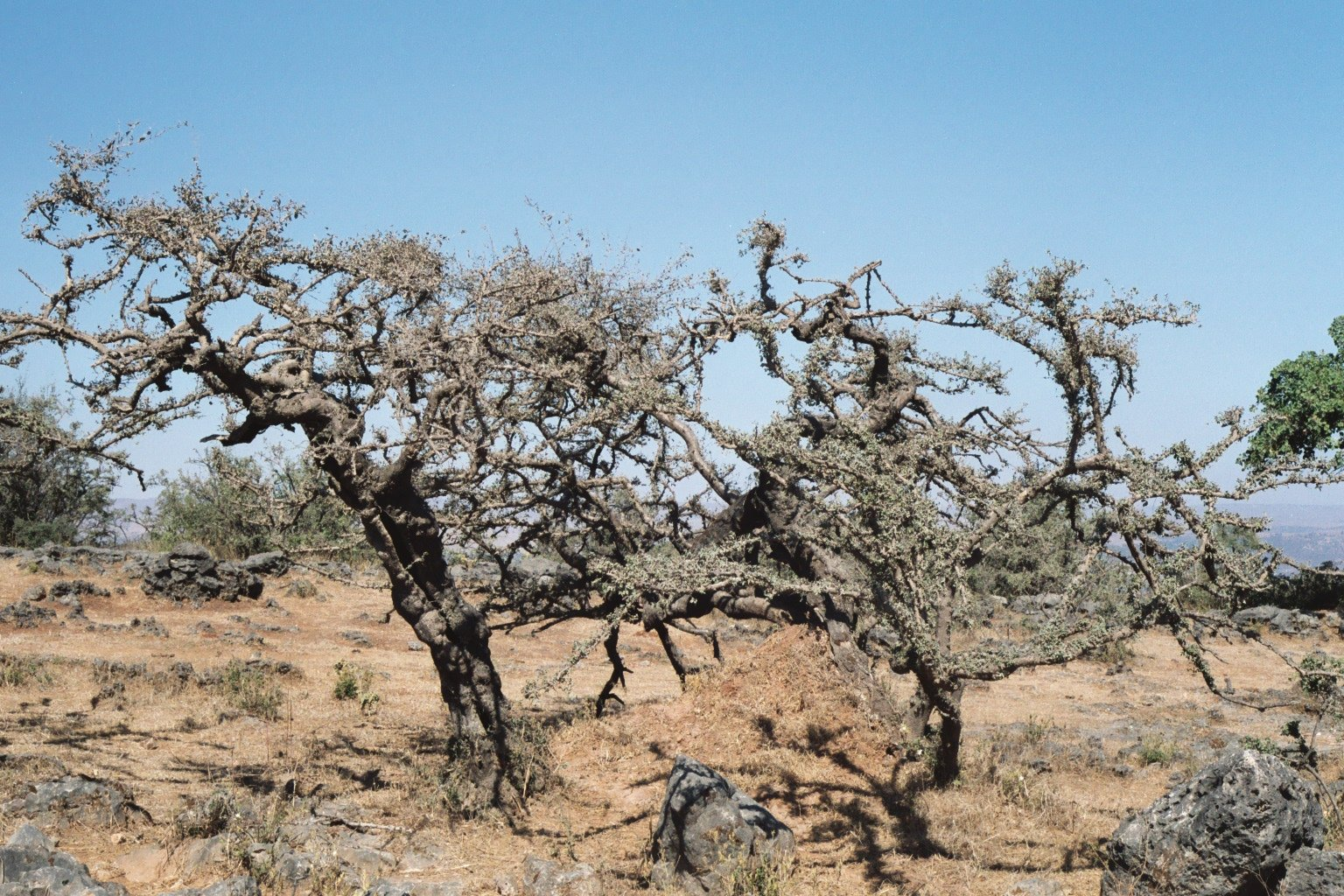
Arbustul Boswellia sacra

Tămâia (probabil din lat. Thymanea) este rășina unor specii de arbuști din genul Boswellia din: Yemen, Oman, India, Somalia și Etiopia, dar și din Africa apuseană  care – prin încălzire – emană un miros de balsam. Se obține prin crestare (tăietură) din scoarța livanului și solidificare sub forma unor boabe neregulate, de culoare roșiatică sau gălbuie. Prin ardere, produce un fum cu miros pătrunzător, fiind folosită în ceremonii religioase.
Tămâia este menționată în una din cele mai vechi arhive medicale cunoscute, papirusul "Eber" (ce datează din secolul al XVI-lea î.Hr.), o listă de 877 rețete și prescripții medicale din Egiptul Antic.
Din rășina arbuștilor de tămâie se obține uleiul esențial de tămâie, prin metoda distilării cu aburi. 

Structura acidului β-boswellic, unul din componentele principale active ale tămâii.

## Compoziția chimică
- rășină acidă (56%), solubilă în apă, având formula chimică: C20H32O4
- gumă (asemănatoare cu guma arabică) [30-36%]
- acid 3-acetil-beta-boswellic (Boswellia sacra)
- acid alfa-boswellic (Boswellia sacra)
- acid 4-O-metil-glucuronic (Boswellia sacra)
- acetat incensol: C21H34O3
- felandrenă
- acizii (+)-cis- și (+)-trans-olibanic.